# 室戸岬亜熱帯性樹林及び海岸植物群落

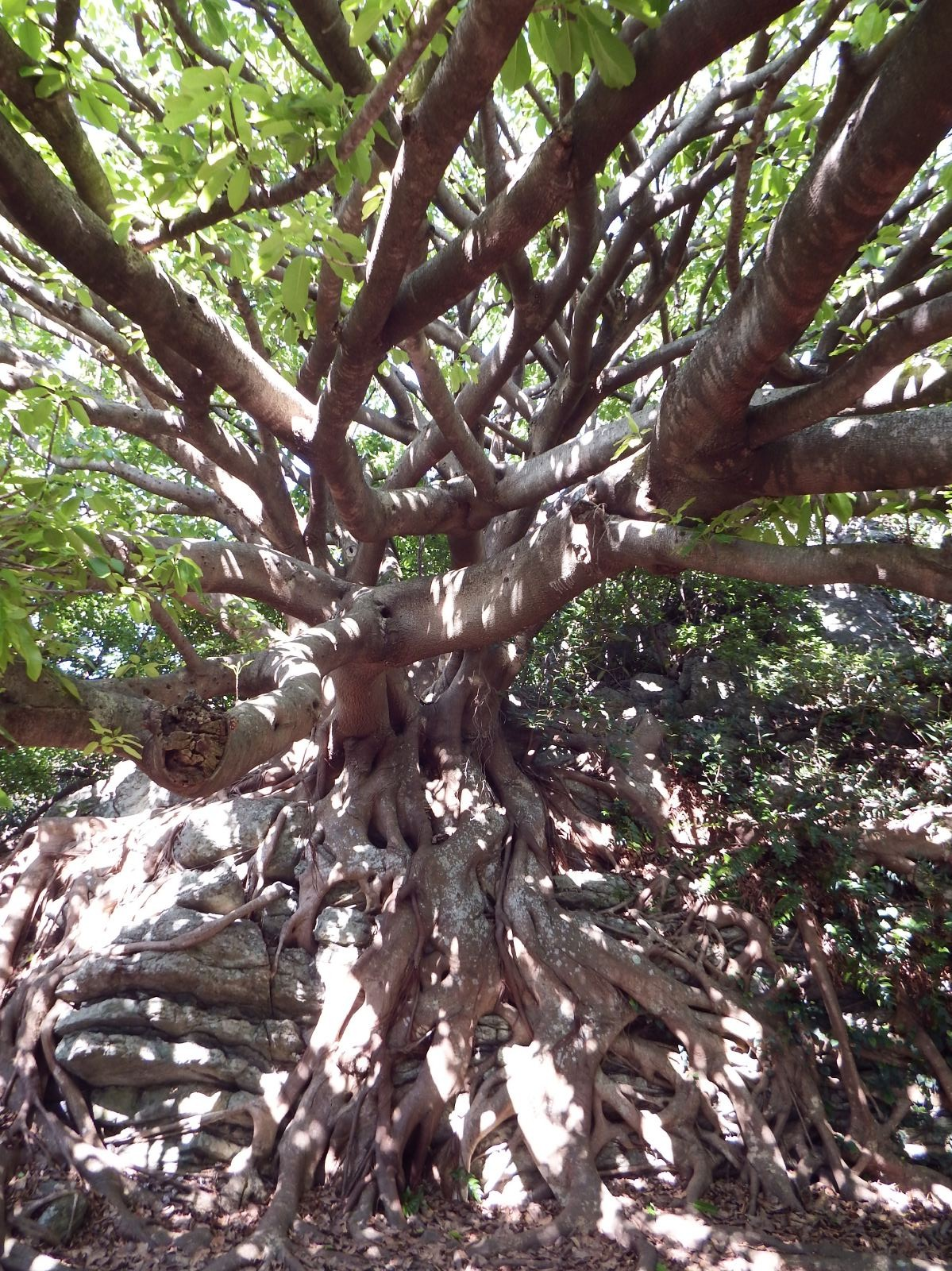
アコウの木。室戸岬亜熱帯性樹林及び海岸植物群落の特徴の一つ。

室戸岬亜熱帯性樹林及び海岸植物群落（むろとみさきあねったいせいじゅりんおよびかいがんしょくぶつぐんらく）とは高知県室戸市室戸岬町にある室戸岬の一部を範囲とし、斜面から海岸線にかけて広がり生育している木々や植物群落全体を指す国指定の天然記念物。またこの地帯は日本新八景、国の名勝「室戸岬」や室戸阿南海岸国定公園、室戸ジオパークの一部でもある。

## 概要
その名の通り室戸岬にある亜熱帯性樹林（植物）と海岸の植物群落を指す。このような室戸岬の植物相は太平洋側の黒潮が温暖な海風を運び、それを突出した岬が受け止め、その結果1年を通して室戸岬が温暖な気候となっていることでできるものとされている。
最御崎寺から海岸にかけて斜面のようにある林は、タブノキ、ヒメユズリハなどの照葉樹林で暖温帯の植物がみられる。海岸付近はアコウ、アオギリなど亜熱帯的な植物が混在しており、これが名称の由来となっている。海岸の風当たりが強い場所にはウバメガシなどの低木林のほか、ハマエンドウ、シオギクなどの草本もみられる。ケホシダ、テツホシダなど四国ではまれな植物も生育している。先述の植物の他にもいくつも植物が生えており、その合計は58種類にも及ぶ。
このような植生は室戸岬では増加傾向にある。理由としては地形の変動（地震による土地の隆起）・太平洋戦争終了直後（戦後混乱期）である1947年（昭和22年）より農地の樹林化が進められたことが挙げられる。
四国における亜熱帯性樹林の調査が行われたのは1888年（明治21年）の田中壤著「大日本植物帯調査報告」からである。この時点では室戸岬という範囲ではなく四国単位での調査となっており、この報告では榕樹（アコウ）帯として高知県西南部が調査されている。しかし、室戸岬の亜熱帯性樹林については記述されていない。
本多静六は1900年（明治33年）に「日本森林植生帯論」でも四国における亜熱帯性樹林の調査が行われている。同書において四国を暖帯に区分し、四国南部（足摺岬や室戸岬）においてアコウ等の亜熱帯性樹種が生育するとしている。1920年（大正9年）3月には足摺半島の松尾集落（土佐清水市松尾）のアコウ群落が本種の四国西南部における代表的な生育地として、「松尾のアコウ自生地」の名称で国の天然記念物に指定されている。
正式に当地帯の名称が出てくる最も古い資料は吉井義次が1920年（大正9年）に著した「天然記念物調査報告」（内務省編）である。この報告資料によれば、四国内にはアコウ等の亜熱帯性植物が太平洋沿岸を中心に分布しているが、中でも室戸岬にはアコウやアオギリなどの亜熱帯性樹林や亜熱帯性植物がまとまって分布していることから、「我が国南部に現れたる熱帯性植物区系の北限域として、 四国における唯一の熱帯性植物分布地」として価値が高いと評されている。そして室戸岬周辺の樹林は最御崎寺が所有しているため、周辺域に比べて良好な状態で維持されていること、ウバメガシの形状が他の地域と比較して特異であることから、日本の天然記念物あるいは名勝として保存に値するとしており、当該地域の植生が天然記念物および名勝の指定を受ける根拠になったと考えられている。
1927年（昭和2年）、日本新八景に指定され室戸岬とこの地域は観光名所として全国的に知られるようになった。翌1928年（昭和3年）3月24日に天然記念物に指定され、同年6月に国の名勝となった。
以下は調査報告であり、当時の詳細がよくわかる。
1928年（昭和3年）4月に内務省が発行した「天然記念物及名勝調査報告植物之部第八輯」において、天然記念物と名勝に指定される直前の室戸岬の様子と47種の植物種が記載されているのだが、その中に道路の開通や墓地の修理に伴う伐採、観光地としての知名度の向上によって増加した観光客による植物群落や樹林の毀損を危惧する旨の記述があるのがポイントである。
1988年（昭和63年）には長期的な展望と総合的な計画に基づく適切な保存管理を目指して「室戸岬（名勝）室戸岬亜熱帯性樹林及海岸植物群落（天然記念物）保存管理計画」が室戸市により策定された。

### 区画
室戸岬（名勝）室戸岬亜熱帯性樹林及海岸植物群落（天然記念物）保存管理計画によれば詳細な区画は
とされている。
これら一帯は文化財保護法の他海岸法、自然公園法、鳥獣の保護及び管理並びに狩猟の適正化に関する法律（鳥獣保護法）、森林法による行為制限が行われている。特に文化財保護法第125条第1項により現在の状態を人為的に改変等する行為は「現状変更行為の許可申請」と呼ばれる申請をすることが義務付けられており、国の名勝「室戸岬」の分も合わせると2009年（平成21年）度から2017年（平成29年）度までの過去9年間の現状変更行為の許可申請は73件あり、その内容は、構造物関係（新設や改修など）に関するものが最も多く、次いで岩石試料の採取に関するものが多い。

### 指定基準
指定基準は（二）代表的原始林、稀有の森林植物相,（五）海岸及び沙地植物群落の代表的なもの,（十）著しい植物分布の限界地ということからであるとされている。
解釈としては海岸・島嶼の優れた景観や地質学上の価値、後者は当該地域において特異に形成されている樹林や植物群落の学術的な価値を主体としていると捉えるとよいわけだが、指定より90年以上経過しているため景観に対する人々の価値観、自然環境の学術的評価、また自然保護に対する取り組みなどの変化が大きな課題となっている。現在の価値について2019年の室戸岬（名勝）室戸岬亜熱帯性樹林及び海岸植物群落（天然記念物） 保存管理計画では「地質学的価値」と「生態学的価値」と「人文的価値」と「観賞価値」の順に
- 地質変動の諸現象を示す地形、地層、岩石が保存されている。
- 地形や地質、また、それを取り巻く海洋がもたらす気象条件により成立した亜熱帯性樹林と海岸植物群落が維持されており、学術的に貴重な場所である。
- 四国遍路文化に代表される、当地の風土が育んだ歴史・文化が守り継がれている。
- 地形・地質、樹林や植物群落、海、空、歴史・文化が一体となって織りなす景観が良好に保たれており、かつアクセスが容易である。

としている。